# Nourard-le-Franc
Nourard-le-Franc est une commune française située dans le département de l'Oise en région Hauts-de-France. Ses habitants sont appelés les Nourardais et les Nourardaises.

## Géographie

### Localisation

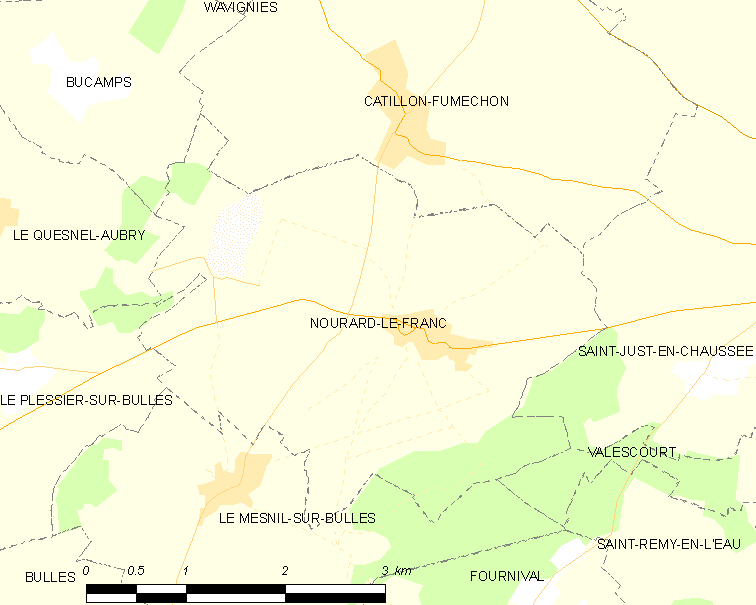
Communes limitrophes de Nourard-le-Franc.

Nourard-le-Franc est une commune située à 71 km au nord de Paris, 22 km à l'est de Beauvais, 34 km à l'ouest de Compiègne et à 44 km au sud d'Amiens.
Elle est traversée par le méridien de Paris, matérialisé depuis l'an 2000 par la méridienne verte.

### Communes limitrophes
| Bucamps                                 | Catillon-Fumechon    |                        |
| Le Quesnel-Aubry Le Plessier-sur-Bulles | Nourard-le-Franc     | Saint-Just-en-Chaussée |
|                                         | Le Mesnil-sur-Bulles | Valescourt             |

### Topographie et géologie
La commune de Nourard-le-Franc est établie plateau picard, à l'origine de plusieurs vallées sèches (Vallée Collot, Fond du Bois, Vallée Saurette) orientées vers le sud-ouest. Le creusement du plateau par ces fonds a créé un dénivelé d'environ 70 mètres entre le point culminant du territoire au nord-est localisé à 179 mètres par une borne géodésique au bois de la Sablonnière, et le point le plus bas au sud, à 109 mètres dans le fond du bois à la limite avec Le Mesnil-sur-Bulles. Le village est situé entre 143 et 163 mètres d'altitude, la ferme de Busmaubert à 166 mètres, le bois de Mont à 164 mètres. Nourard-le-Franc se trouve en zone de sismicité 1, c'est-à-dire très faiblement exposée aux risques de tremblement de terre.

### Hydrographie
La commune est située dans le bassin Seine-Normandie. Elle n'est drainée par aucun cours d'eau,.
Les différents écoulements empruntant les vallées sèches et les talwegs s'orientent vers le bassin versant de la Brêche, sous affluent de la Seine par l'Oise.
La commune est équipée de son propre château d'eau ainsi que d'une station de pompage hydraulique.
À l'instar des villages de la région, le territoire conserve plusieurs mares, l'une dans le village à l'angle des rues de  Beauvais et de la Belle levée, la seconde à la ferme de Busmaubert. Les zones les plus basses du territoire sont situées au-dessus de nappes phréatiques sous-affleurantes.

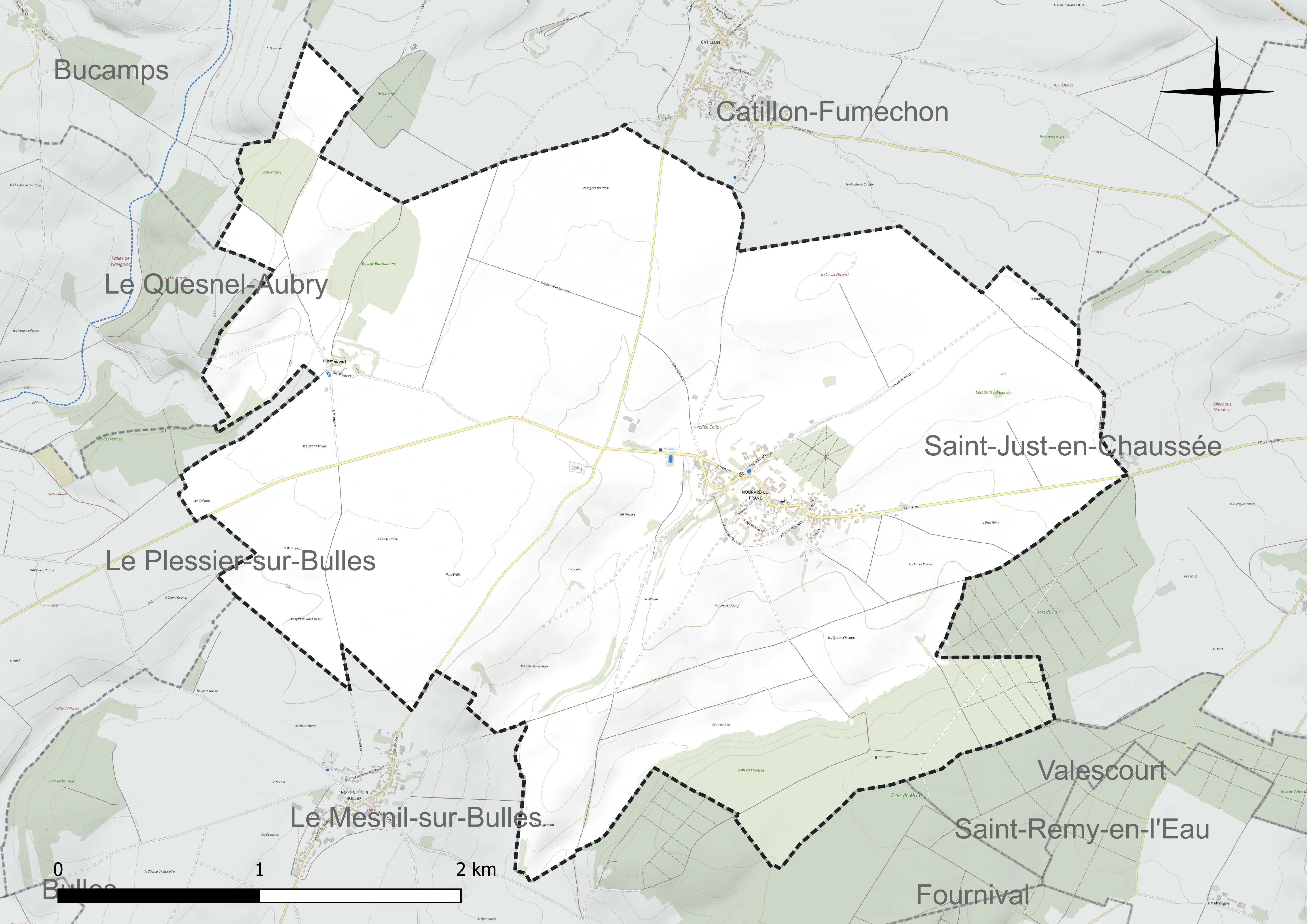
Réseau hydrographique de Nourard-le-Franc.

### Climat
Pour des articles plus généraux, voir Climat des Hauts-de-France et Climat de l'Oise.
En 2010, le climat de la commune est de type climat océanique dégradé des plaines du Centre et du Nord, selon une étude du CNRS s'appuyant sur une série de données couvrant la période 1971-2000. En 2020, Météo-France publie une typologie des climats de la France métropolitaine dans laquelle la commune est exposée à un climat océanique et est dans la région climatique  Nord-est du bassin Parisien, caractérisée par un ensoleillement médiocre, une pluviométrie moyenne régulièrement répartie au cours de l'année et un hiver froid (3 °C). 
Pour la période 1971-2000, la température annuelle moyenne est de 10 °C, avec une amplitude thermique annuelle de 14,4 °C. Le cumul annuel moyen de précipitations est de 722 mm, avec 11,6 jours de précipitations en janvier et 8,2 jours en juillet. Pour la période 1991-2020, la température moyenne annuelle observée sur la station météorologique la plus proche, située sur la commune de Godenvillers à 16 km à vol d'oiseau, est de 11,1 °C et le cumul annuel moyen de précipitations est de 701,9 mm,. Pour l'avenir, les paramètres climatiques de la commune estimés pour 2050 selon différents scénarios d'émission de gaz à effet de serre sont consultables sur un site dédié publié par Météo-France en novembre 2022.

### Milieux naturels
Hormis les espaces bâtis couvrant 27 hectares pour 2 % de la surface communale, le territoire comprend plus de 84 % d'espaces cultivés sur 960 hectares et 22 hectares de vergers et de prairies. La commune possède enfin 12 % d'espaces boisés sur plus de 137 hectares, composés par le bois de Mont et le bois des Pentes au sud, le bois de Busmaubert et le bois Ragon au nord-ouest ensemble auquel on peut ajouter un important bosquet au nord du village,.
Le larris du bois de Mont, à l'extrémité occidentale de cet espace naturel constitue une zone Natura 2000 inscrite dans l'ensemble du réseau de coteaux crayeux du Beauvaisis. L'ensemble de ce bois est également classé en zone naturelle d'intérêt écologique, faunistique et floristique de type 1 et forme un corridor écologique potentiel pour de nombreuses espèces animales.

## Urbanisme

### Typologie
Au 1er janvier 2024, Nourard-le-Franc est catégorisée commune rurale à habitat dispersé, selon la nouvelle grille communale de densité à sept niveaux définie par l'Insee en 2022.
Elle est située hors unité urbaine. Par ailleurs la commune fait partie de l'aire d'attraction de Beauvais, dont elle est une commune de la couronne,. Cette aire, qui regroupe 162 communes, est catégorisée dans les aires de 50 000 à moins de 200 000 habitants,.

### Occupation des sols
L'occupation des sols de la commune, telle qu'elle ressort de la base de données européenne d'occupation biophysique des sols Corine Land Cover (CLC), est marquée par l'importance des territoires agricoles (87,9 % en 2018), une proportion identique à celle de 1990 (87,9 %). La répartition détaillée en 2018 est la suivante : 
terres arables (85,3 %), forêts (9,2 %), zones urbanisées (2,8 %), zones agricoles hétérogènes (2,6 %). L'évolution de l'occupation des sols de la commune et de ses infrastructures peut être observée sur les différentes représentations cartographiques du territoire : la carte de Cassini (XVIIIe siècle), la carte d'état-major (1820-1866) et les cartes ou photos aériennes de l'IGN pour la période actuelle (1950 à aujourd'hui).

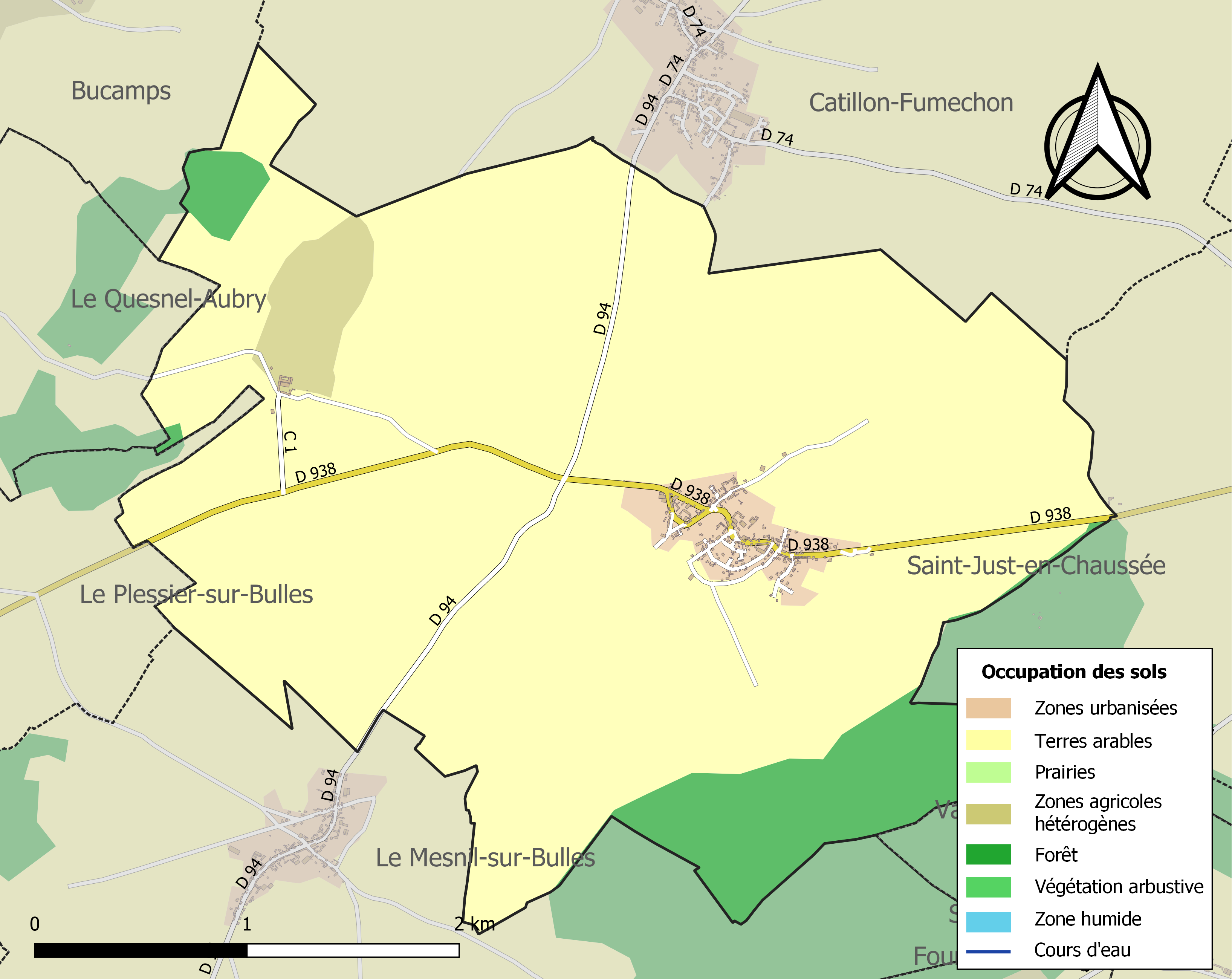
Carte des infrastructures et de l'occupation des sols de la commune en 2018 (CLC).

### Hameaux et lieux-dits
Hormis le chef-lieu, la ferme de Busmaubert à l'ouest demeure le seul écart habité sur la commune.

### Voies de communications et transports
La commune est desservie par deux routes départementales, la D 94 et la D 938. La route départementale 938, ancienne RN 38 reliant Beauvais à La Fère dans l'Aisne par Saint-Just-en-Chaussée est le principal axe routier transitant sur le territoire. Il traverse le village par les rues de Beauvais et Laurent. La route départementale 94, de Bresles à Mory-Montcrux du nord au sud coupe la D938 au niveau du cimetière communal. Une route communale rejoint également Le Quesnel-Aubry en passant par la ferme de Busmaubert.
La gare SNCF la plus proche est celle de gare de Saint-Just-en-Chaussée à 4 km à l'est, sur la ligne Paris-Amiens.
La commune est desservie, en 2023, par les lignes 613 et 6304 du réseau interurbain de l'Oise.
En 2017, la commune fait partie du réseau TADAM, service de transport collectif à la demande, mis en place à titre expérimental par la communauté de communes du Plateau Picard. Elle est reliée à l'un des 8 points de destination situés à Saint-Just-en-Chaussée, Maignelay-Montigny, La Neuville-Roy et Tricot au départ des 98 points d'origine du territoire.
Une navette de regroupement pédagogique intercommunal (ligne 6823) relie le village aux communes voisines de Catillon-Fumechon, Le Mesnil-sur-Bulles et du Plessier-sur-Bulles.
L'aéroport de Beauvais-Tillé se trouve à 19 km à l'ouest et l'aéroport de Paris-Charles-de-Gaulle se situe à 56 km au sud-est. Il n'existe pas de liaisons par transports en commun entre la commune et ces aéroports.
Le sentier de grande randonnée GR 124, de Cires-lès-Mello dans l'Oise à Rebreuviette dans le Pas-de-Calais traverse la commune du nord au sud par la ferme de Busmaubert.

## Toponymie
Le nom de la localité est attesté sous les formes Nouerastum (1124) ; Noëraz (1124) ; Nuerast (vers 1145) ; Noerast (vers 1150) ; ad monasterium noerasti (1181) ; Noerart (1189) ; Nuscurticus (1194) ; Nouerart (XIIe) ; de Noeratio (1206) ; Noerasum (1206) ; Noerath (1209) ; dominus de Nourraz (1219) ; Aelidis de Nooraz (1232) ; Estenes de Nouourat (1260) ; Noerat (1262) ; Nouerat (1292) ; Nourat (vers 1320) ; eccl. de Nourrart cum capelle (XVe) ; Nourart (1520) ; Nourar (1520) ; Nourare (1540) ; Norart le franc (1586) ; Nourard (1667) ; Nourard-le-franc (1840) ; Nourard-le-Franc (XIXe).

Le toponyme, orthographié au Moyen Âge Nouerastum, proviendrait de l'oïl ou du picard noier  « noyer » et serait l'indication d'un lieu planté de noyers, avec le suffixe péjoratif latin -aster, on aboutit à de « vilains noyers ».
Nourard reçut le surnom de "Franc", parce qu'il relevait de la châtellenie de Pontoise, située dans l'Ile- de-France, tandis que tous les lieux voisins ressortissaient des juridictions du Beauvaisis qui dépendait anciennement de la Picardie.

## Politique et administration

### Rattachements administratifs et électoraux
La commune se trouve depuis 1942 dans l'arrondissement de Clermont du département de l'Oise. Pour l'élection des députés, elle fait partie depuis 1988 de la première circonscription de l'Oise.
Elle fait partie depuis 1793 du canton de Saint-Just-en-Chaussée. Dans le cadre du redécoupage cantonal de 2014 en France, ce canton, dont la commune est toujours membre, est modifié, passant de  29 à 84 communes.

### Intercommunalité
La commune fait partie de la communauté de communes du Plateau Picard, créée fin 1989.

### Liste des maires
| Période                                  | Période                    | Identité            | Étiquette | Qualité                                        |
| ---------------------------------------- | -------------------------- | ------------------- | --------- | ---------------------------------------------- |
| Les données manquantes sont à compléter. |                            |                     |           |                                                |
| avant 1957                               | après 1957                 | Louis Dumont        |           |                                                |
| Les données manquantes sont à compléter. |                            |                     |           |                                                |
| mars 1989                                | 2014                       | Yves Marielle       | UDF       | Dessinateur à la DDE                           |
| 4 avril 2014                             | juillet 2014               | Marie-Claude Kapela |           | Enseignante retraitée Démissionnaire           |
| 26 juillet 2014                          | En cours (au 21 mars 2018) | Sylvie Soudet       |           | Adjoint administratif à Cambronne-les-Clermont |

## Population et société

### Démographie

#### Évolution démographique
L'évolution du nombre d'habitants est connue à travers les recensements de la population effectués dans la commune depuis 1793. Pour les communes de moins de 10 000 habitants, une enquête de recensement portant sur toute la population est réalisée tous les cinq ans, les populations de référence des années intermédiaires étant quant à elles estimées par interpolation ou extrapolation. Pour la commune, le premier recensement exhaustif entrant dans le cadre du nouveau dispositif a été réalisé en 2004.

En 2022, la commune comptait 295 habitants, en évolution de −16,43 % par rapport à 2016 (Oise : +0,87 %, France hors Mayotte : +2,11 %).
| 1793 | 1800 | 1806 | 1821 | 1831 | 1836 | 1841 | 1846 | 1851 |
| ---- | ---- | ---- | ---- | ---- | ---- | ---- | ---- | ---- |
| 405  | 415  | 451  | 445  | 504  | 513  | 501  | 520  | 500  |

| 1856 | 1861 | 1866 | 1872 | 1876 | 1881 | 1886 | 1891 | 1896 |
| ---- | ---- | ---- | ---- | ---- | ---- | ---- | ---- | ---- |
| 501  | 484  | 477  | 422  | 437  | 353  | 373  | 367  | 339  |

| 1901 | 1906 | 1911 | 1921 | 1926 | 1931 | 1936 | 1946 | 1954 |
| ---- | ---- | ---- | ---- | ---- | ---- | ---- | ---- | ---- |
| 322  | 332  | 330  | 290  | 270  | 223  | 230  | 260  | 249  |

| 1962 | 1968 | 1975 | 1982 | 1990 | 1999 | 2004 | 2006 | 2009 |
| ---- | ---- | ---- | ---- | ---- | ---- | ---- | ---- | ---- |
| 227  | 217  | 250  | 242  | 269  | 326  | 358  | 363  | 332  |

| 2014 | 2019 | 2022 | - | - | - | - | - | - |
| ---- | ---- | ---- | - | - | - | - | - | - |
| 348  | 311  | 295  | - | - | - | - | - | - |

#### Pyramide des âges
En 2018, le taux de personnes d'un âge inférieur à 30 ans s'élève à 29,3 %, soit en dessous de la moyenne départementale (37,3 %). À l'inverse, le taux de personnes d'âge supérieur à 60 ans est de 28,3 % la même année, alors qu'il est de 22,8 % au niveau départemental.
En 2018, la commune comptait 161 hommes pour 164 femmes, soit un taux de 50,46 % de femmes, légèrement inférieur au taux départemental (51,11 %).
Les pyramides des âges de la commune et du département s'établissent comme suit.
| Hommes | Classe d’âge | Femmes |
| ------ | ------------ | ------ |
| 1,3    | 90 ou +      | 0,6    |
| 11,0   | 75-89 ans    | 9,6    |
| 16,9   | 60-74 ans    | 17,2   |
| 26,6   | 45-59 ans    | 25,5   |
| 18,2   | 30-44 ans    | 14,6   |
| 12,3   | 15-29 ans    | 10,8   |
| 13,6   | 0-14 ans     | 21,7   |

| Hommes | Classe d’âge | Femmes |
| ------ | ------------ | ------ |
| 0,5    | 90 ou +      | 1,4    |
| 5,5    | 75-89 ans    | 7,6    |
| 15,6   | 60-74 ans    | 16,3   |
| 20,8   | 45-59 ans    | 20     |
| 19,4   | 30-44 ans    | 19,4   |
| 17,6   | 15-29 ans    | 16,2   |
| 20,6   | 0-14 ans     | 19,1   |

## Culture locale et patrimoine

### Lieux et monuments
- Église Saint-Vaast : il s'agit de l'ancienne chapelle d'un château aujourd'hui transformé en ferme.
- Chapelle Saint-Vaast, dans le cimetière.
- Trouée de Nourard, point de vue

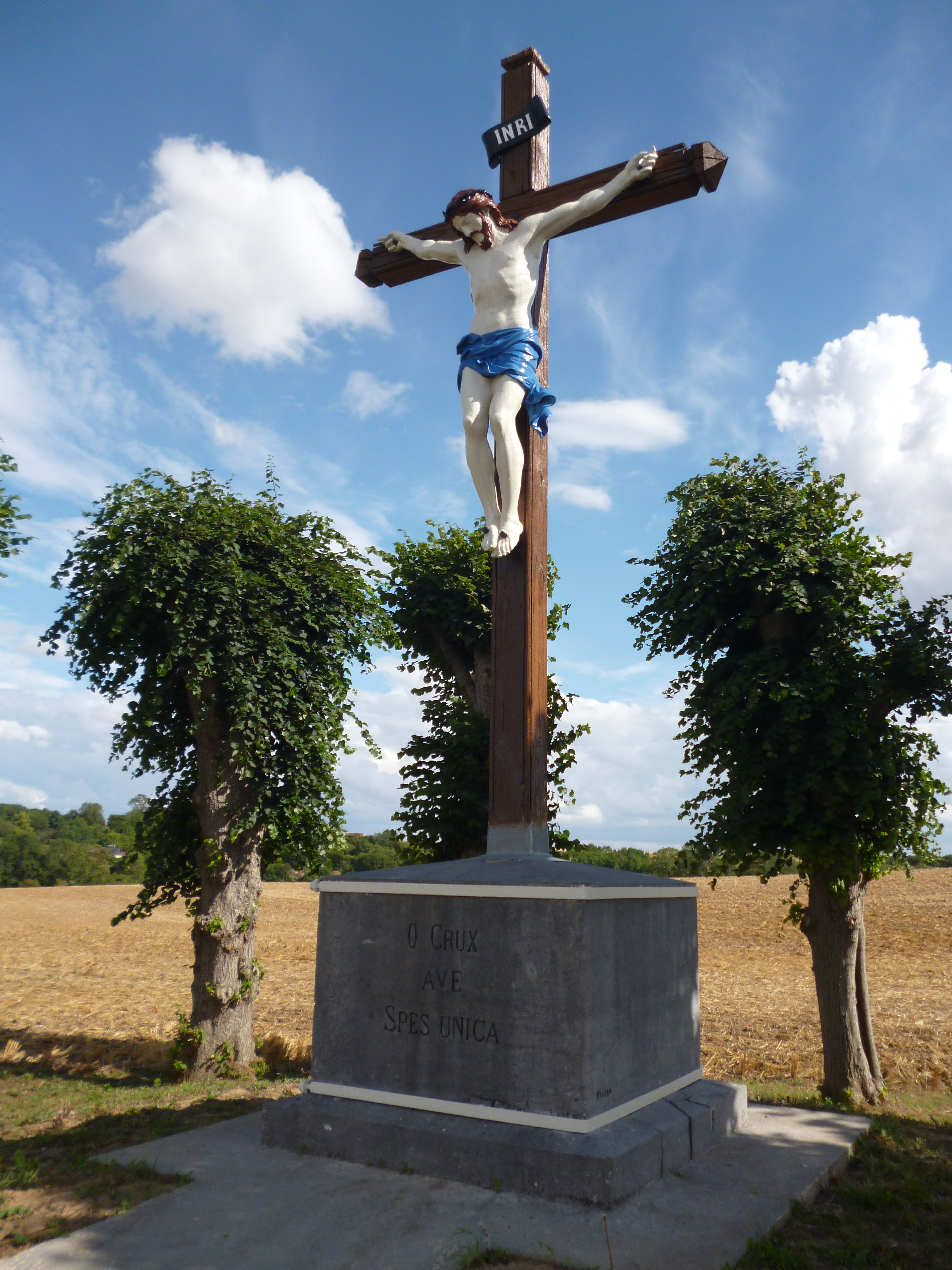
Calvaire situé à l'intersection de la D 94 et de la D 938.
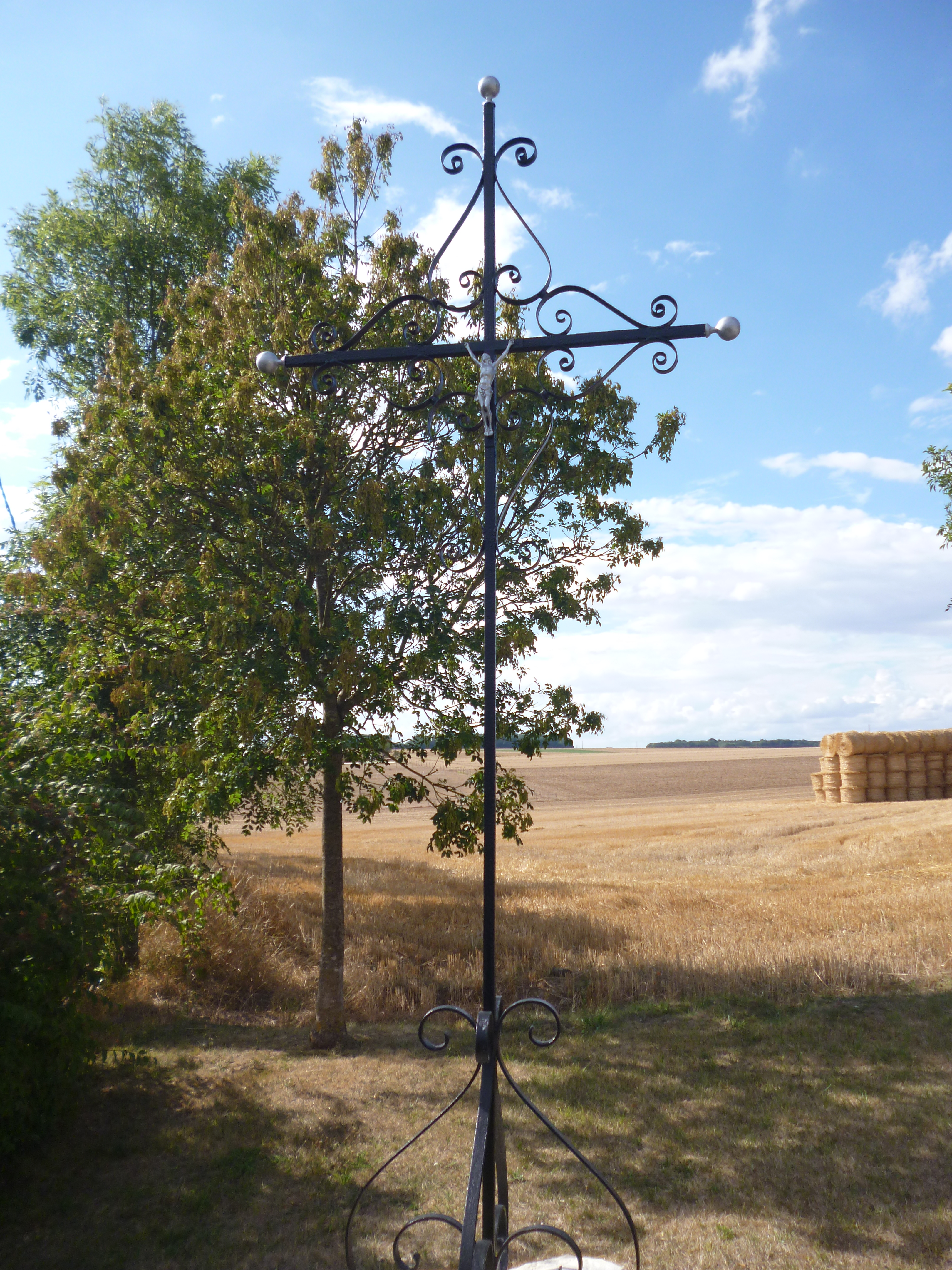
Autre calvaire de la commune.
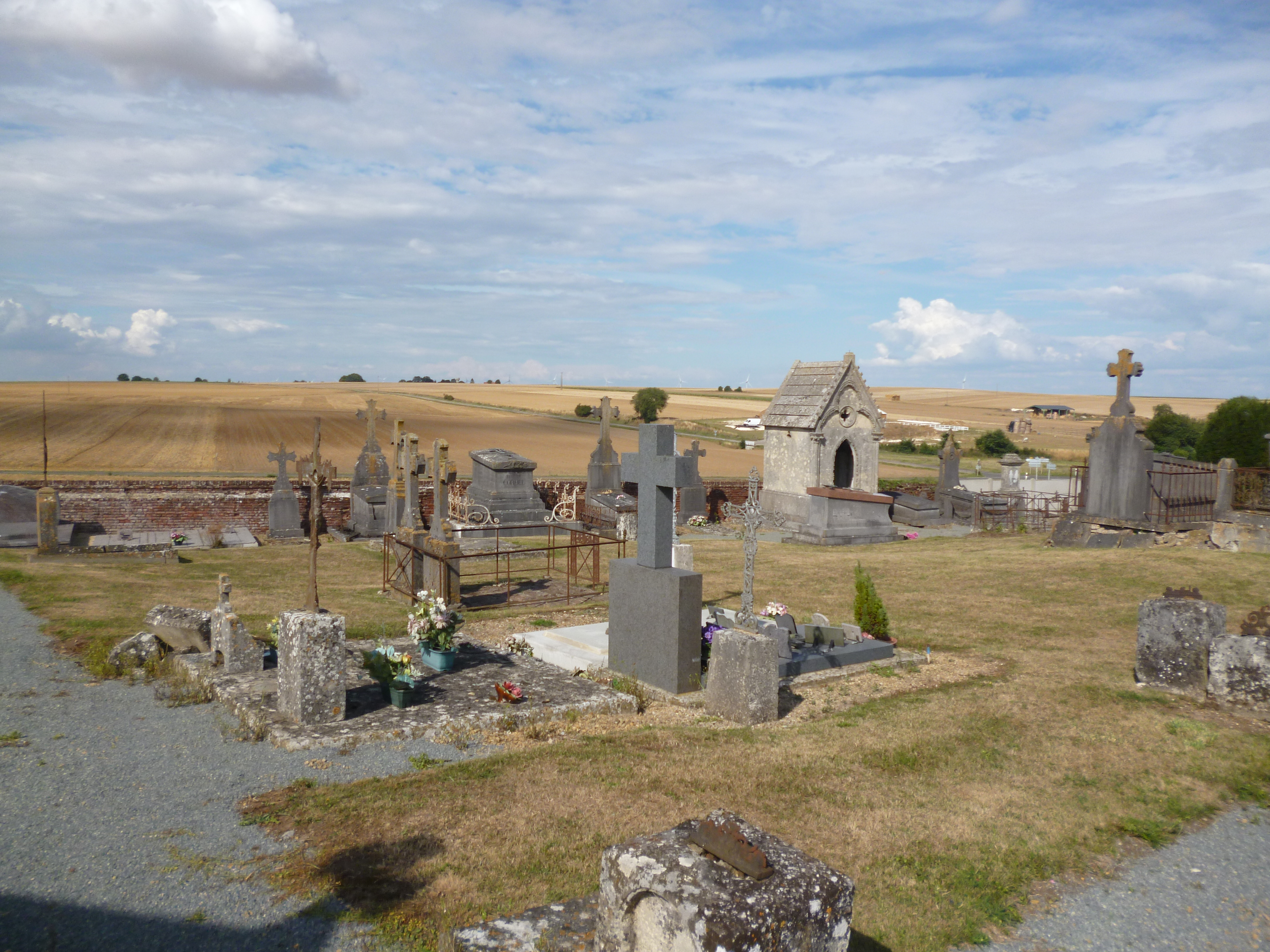
Le cimetière.
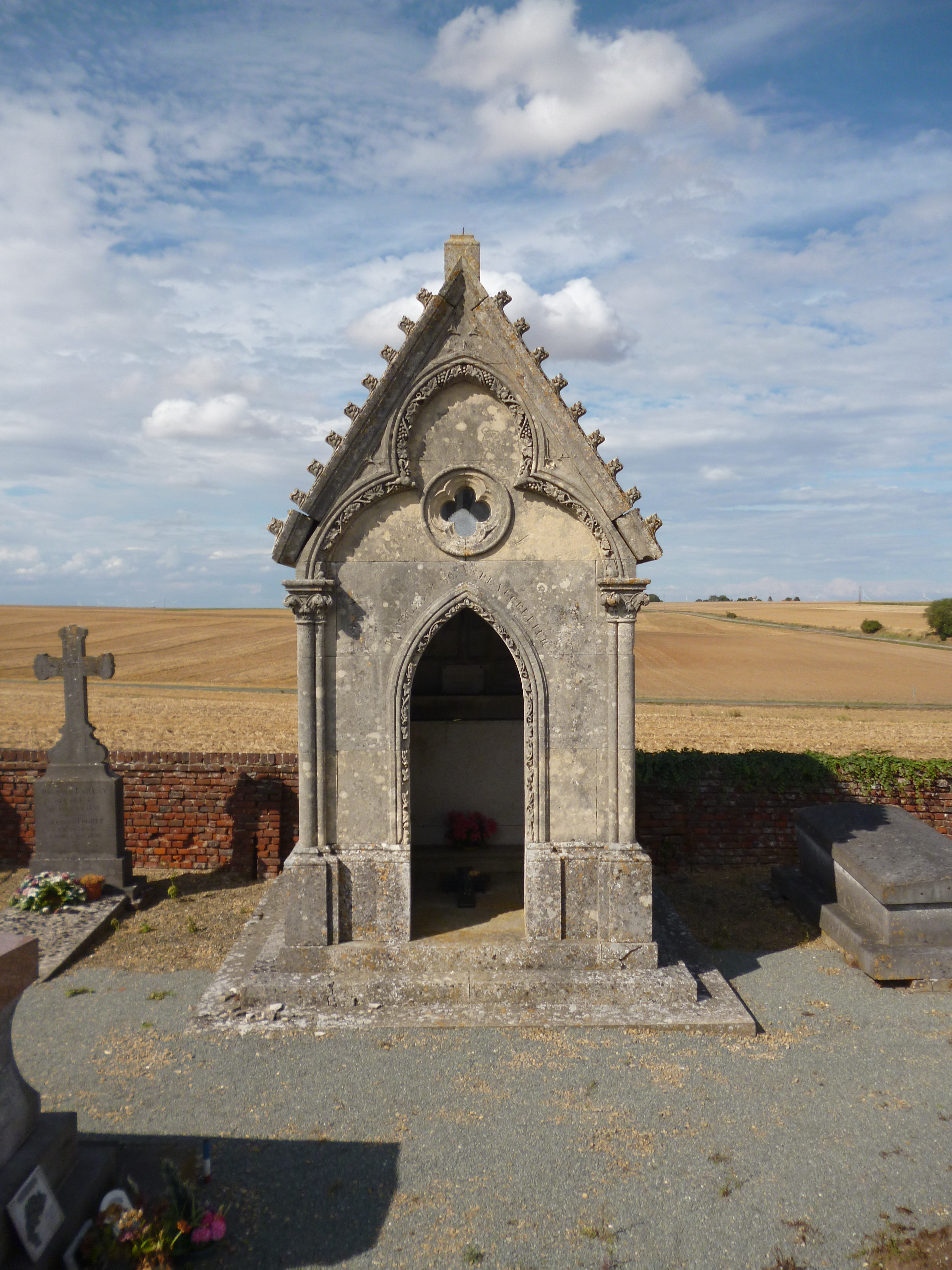
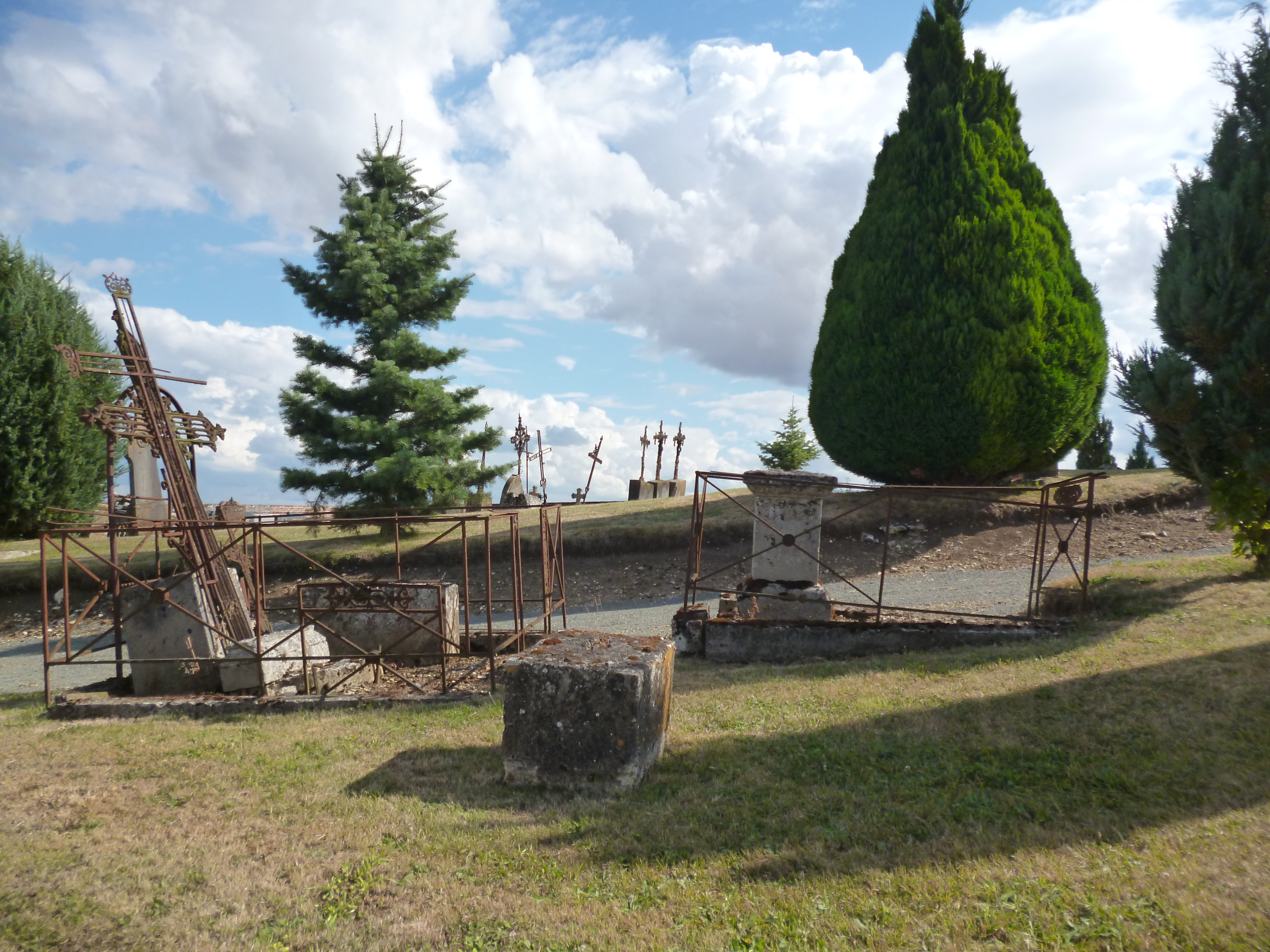
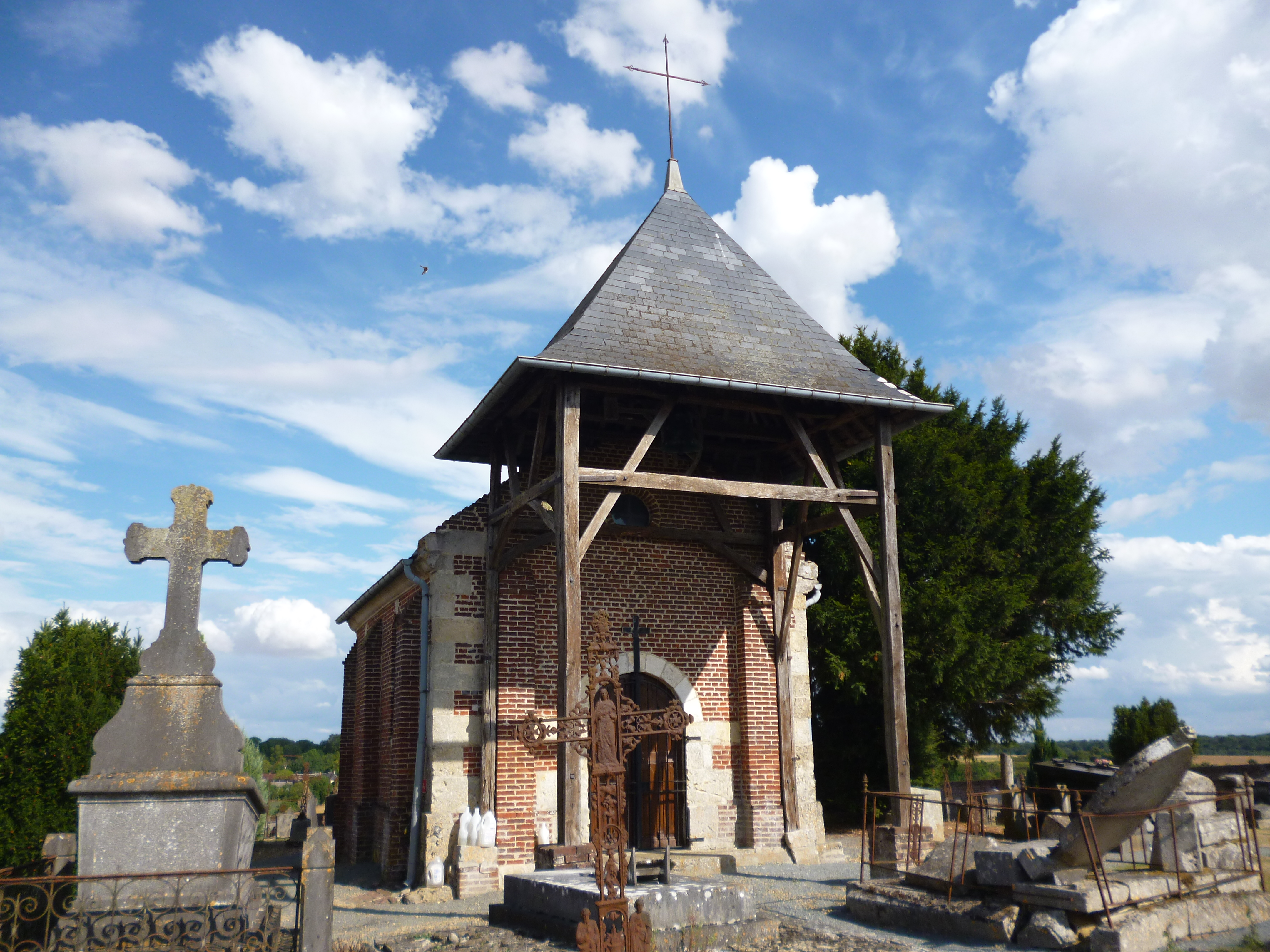
La chapelle du cimetière.
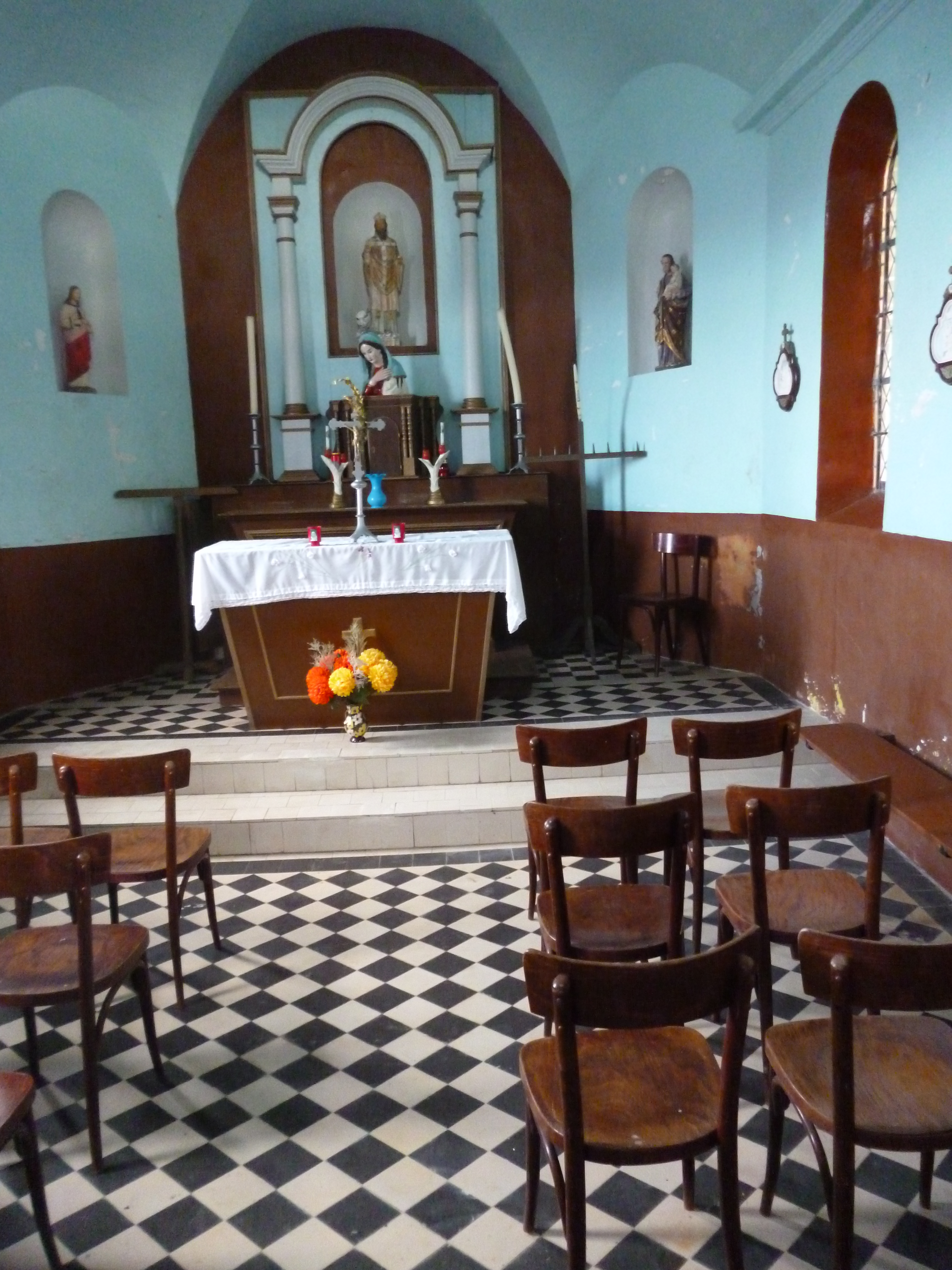
L'intérieur de la chapelle.
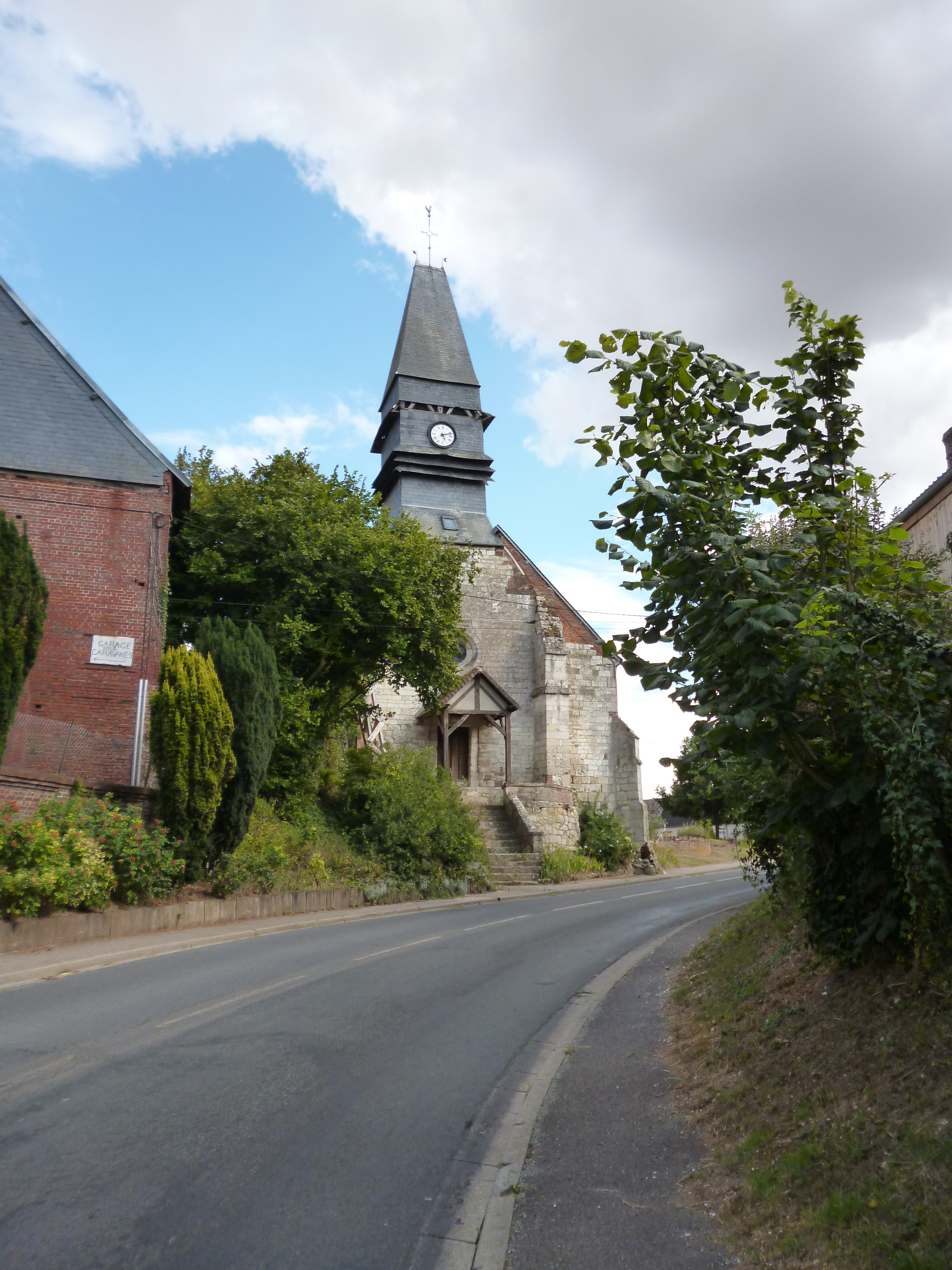
L'église Saint-Vaast.
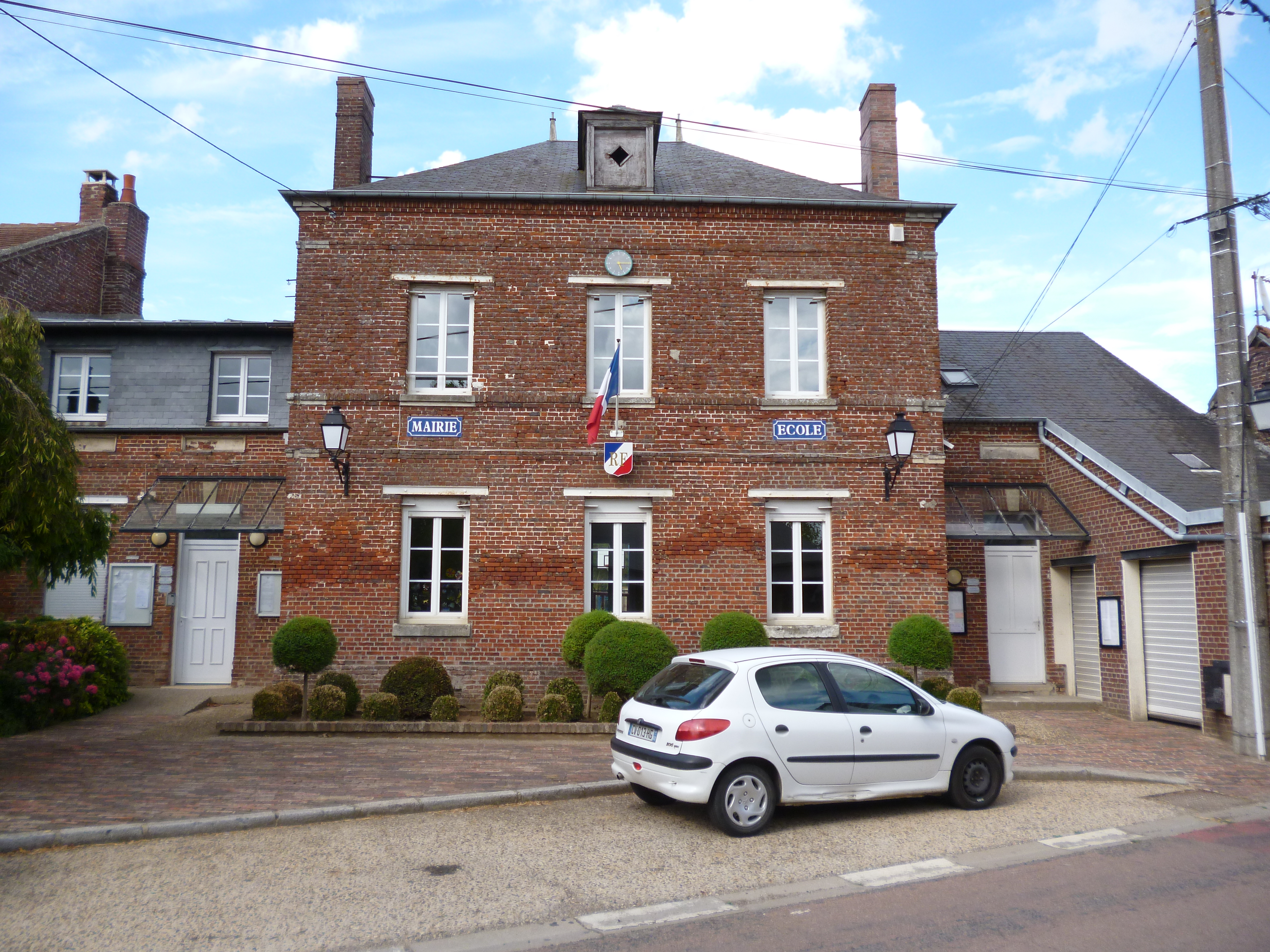
La mairie et l'école.
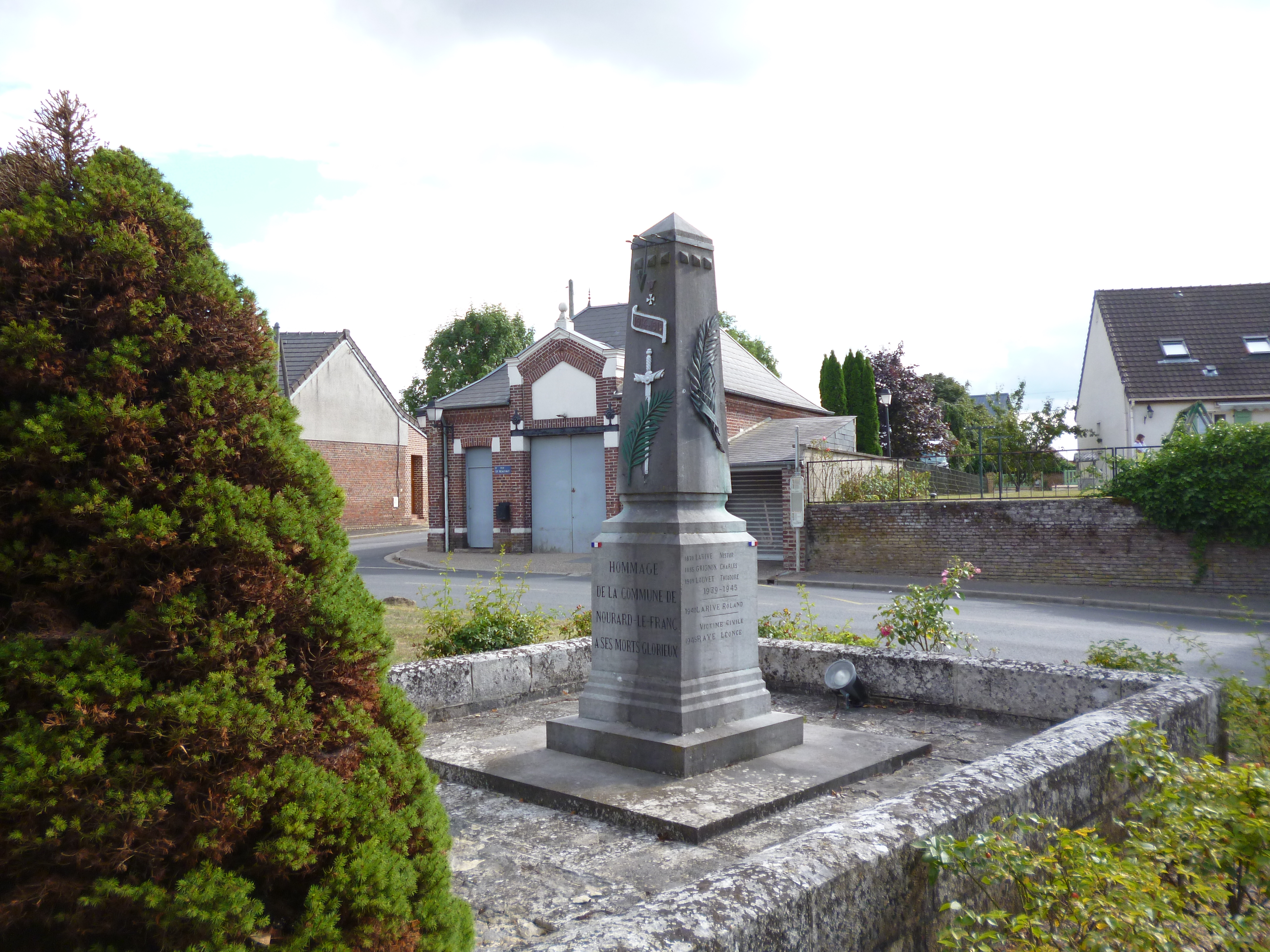
Le monument aux morts.